# Plinia subavenia
Plinia subavenia är en myrtenväxtart som beskrevs av Marcos Sobral. Plinia subavenia ingår i släktet Plinia och familjen myrtenväxter. Inga underarter finns listade i Catalogue of Life.